# Kronologija Domovinskog rata: prosinac 1990.

### 2. prosinca
- U Zagrebu razgovarali predsjednik Republike Hrvatske dr. Franjo Tuđman i ministar vanjskih poslova Italije Gianni de Michelis, predsjedajući Vijeća ministara Europske zajednice.[1]
- Savezni sekretar za narodnu obranu general armije Veljko Kadijević, u intervjuu tjedniku Danas, tvrdi da je Teritorijalna obrana velika podvala, jer je baza i okosnica republičkih armija, te da će biti razoružane sve nelegalno formirane oružane formacije.[1]

### 3. prosinca
- Na konferenciji za novinare u Zagrebu predsjednik Republike Hrvatske dr. Franjo Tuđman upozorio da si general Kadijević uzima pravo kazati da vojska treba biti nosilac ustavnih socijalističkih promjena, a time se izdiže iznad Predsjedništva SFRJ kao vrhovne komande, što je zabrinjavajuće i neviđeno u novijoj povijesti.[1]
- Nakon drugog kruga izbora u Bosni i Hercegovini HDZ BiH ima 44 poslanika u Vijeću općina Skupštine BiH.[1]

### 4. prosinca
- Presjedništvo Republike Hrvatske proširilo zahtjev upućen Predsjedništvu SFRJ, da razmotri pitanje depolitizacije JNA, zahtjevom za ispitivanje političke odgovornosti Veljka Kadijevića za izjave izvan njegove nadležnosti.[1]
- U drugom izbornom krugu za poslanike u Vijeću općina Skupštine BiH u općini Novi Travnik najviše glasova dobio Ivo Skopljaković iz HDZ-a BiH.[1]

### 5. prosinca
- Ako nam danas prijete otvorenom upotrebom oružane sile i ako navješćuju da će razoružati ilegalne grupe i vojske, odnosno sve one koje nisu zakonom i Ustavom predviđene kao oružane snage, onda ih upućujemo da takvih ima i u Hrvatskoj. To su četničke divizije u Kninu! - rekao dr. Franjo Tuđman na svečanosti otkrivanja biste hrvatskog velikana Stjepana Radića u istoimenom studenskom domu u Zagrebu.[1]
- Vlada Republike Hrvatske zatražila od Saveznog izvršnog vijeća smjenjivanje i političku odgovornost saveznog sekretara za narodnu obranu Veljka Kadijevića.[1]

### 6. prosinca
- Sabor Republike Hrvatske zadužio svoju delegaciju u Vijeću republika i pokrajina na Skupštine SFRJ da inicira postupak za razrješenje Veljka Kadijevića s funkcije saveznog sekretara za narodnu obranu.[1]

### 7. prosinca
- U Celju predsjednici Hrvatske i Slovenije dr. Franjo Tuđman i Milan Kučan iznijeli svoja stajališta za razrješenje jugoslavenske krize. Za predsjednika Tuđmana postoji samo jedna mogućnost - demokratske dogovor, ako ga nije moguće postići, onda potpuna suverenost i samostalnost Hrvatske.[1]
- Nespremnost saveznog premijera Ante Markovića da se uhvati ukoštac sa svojim ministrom obrane upućuje na to da Kadijevićev intervju nije običan intervju prvog jugoslavenskog generala, nego službeni stav JNA.[1]

### 8. prosinca
- Nakon 20 godina u Zagrebu obnovljena Matica hrvatska, najstarija kulturna ustanova Hrvata.[1]

### 12. prosinca
- U Okružnom zatvoru u Zagrebu održana konferencija za novinare u povodu pokretanja istrage protiv šestorice Srba koji su uhićeni u Dvoru na Uni, a terete se za pripremu terorizma. Među uhićenima i lice s međunarodnih tjeralica Željko Ražnatović Arkan.[2]
- Na prvim višestranačkim izborima u Srbiji Milošević odnio premoćnu pobjedu, dobio 65,3 posto glasova za predsjednika, a u izborima za poslanike njegova Socijalistička partija Srbije osvojila već u prvom krugu 87 poslaničkih mjesta, a cijela opozicija jedva desetak.[2]

### 15. prosinca
- Zbog riječi Evo moje Kutine i moje Hrvatske, u međunarodnom vlaku mladića Tomislava Cesara, koji se vraćao s odsluženja vojnog roka, dvojica policajaca prebila palicama.[2]

### 19. prosinca
- Ustavna komisija Sabora Republike Hrvatske utvrdila konačni tekst Prijedloga ustava Republike Hrvatske, a odluku o udruživanju ili odcjepljenju Republike donosi zastupnički dom Sabora dvotrećinskom većinom glasova svih zastupnika.[2]

### 20. prosinca
- Novoizabrano Predsjedništvo SR BiH jednoglasno u Sarajevu izabralo za svog novog predsjednika Aliju Izetbegovića, vođu Stranke demokratske akcije.[2]
- U Beogradu održana Prva konferencija SK-Pokreta za Jugoslaviju, kojeg je kolektivnim članom postala cjelokupna armijska organizacija SK.[2]

### 21. prosinca
- Sabor Republike Hrvatske jednoglasno donio novi Ustav Republike Hrvatske.[3]
- Na sjednici tzv. zajednice općina sjeverne Dalmacije u Kninu proglašena tzv. srpska autonomna oblast Krajina.[3]

### 25. prosinca
- Slovenski narod plebiscitom odlučio: za suverenu i samostalnu Sloveniju glasovalo 88,2 posto od 93,2 posto građana izašlih na birališta s pravom glasa.[3]
- Za predsjednika Predsjedništva SR Crne Gore izabran kandidat Saveza komunista Momir Bulatović dobivši 76,9 posto glasova ukupnog broja birača.[3]
- Socijalistčka partija Slobodana Miloševića, nakon drugog izbornog kruga u Srbiji, uvjerljivo pobijedila s ukupno 194 poslanička mjesta, što predstavlja 78 posto mjesta u Skupštini Srbije, oporba dobila samo 56 mjesta.[3]

### 26. prosinca
- Na Svečanoj sjednici Skupštine Republike Slovenije proglašeni i službeni rezultati plebiscita, kojim je slovenski narod odlučio da Slovenija od sad postaje samostalnom i nezavisnom državom.[3]

### 29. prosinca
- Sve bitke za svoju suverenost još dobili, ali konačni rat ne možemo izgubiti - rekao predsjednik Republike Hrvatske dr. Franjo Tuđman na obilježavanju 155. obljetnice Lijepe naše i 55. obljetnice podizanja spomenika hrvatskoj himni u Zelenjaku, na cesti između Klanjca i Kumrovca.[3]
- Ubojicu policajca Gorana Alavanje terorista Luku Ličinu čuva u Gračacu dvadesetak dobro naoružanih čuvara, tako da je nedostižan hrvatskoj policiji.[3]
- Novi hrvatski Ustav je sažetak sveukupne hrvatske povijesti, istaknuo predsjednik Tuđman u intervjuu za HTV.[3]